# Diaphus umbroculus
Diaphus umbroculus är en fiskart som beskrevs av Fowler, 1934. Diaphus umbroculus ingår i släktet Diaphus och familjen prickfiskar. Inga underarter finns listade i Catalogue of Life.